# Garou
Pour les articles homonymes, voir Garou (homonymie).
Garou, de son vrai nom Pierre Garand, né le 26 juin 1972 à Sherbrooke au Québec, est un chanteur et acteur québécois,.
Il commence sa carrière en France en interprétant le personnage de Quasimodo dans la comédie musicale Notre-Dame de Paris en 1998. Puis, en 2000, il entame une carrière solo avec l'album Seul. Au total, il a publié neuf albums studio et un album live en solo.
Outre sa carrière solo, il est un membre régulier de la troupe des Enfoirés depuis 1999 (sauf en 2011, 2014, 2015, 2018 à 2021, 2024 et 2025). De 2012 à 2014, puis en 2016, il est coach dans l'émission The Voice, la plus belle voix en France, et l'est en 2018 et 2020 pour l'émission La Voix au Québec.
Il fait son retour à la télévision pour la huitième saison de la Star Académie québécoise à l'hiver 2025, avec le rôle de directeur à l'académie.

## Carrière

### Des débuts àNotre-Dame de Paris
Après une scolarité suivie au Séminaire de Sherbrooke, il commence sa carrière en chantant du blues et du jazz au bar Le Liquor Store à Magog. Il fonde un groupe, The Intouchables, et il est remarqué par Luc Plamondon, auditionné par Plamondon et Richard Cocciante, à l'occasion d'un spectacle en 1997, puis engagé pour interpréter Quasimodo dans la comédie musicale Notre-Dame de Paris qui le fait connaître au grand public.
Avec la chanson Belle, il obtient un prix aux World Music Awards et aux Victoires de la musique, ce qui renforce sa célébrité.

### Seul
En 2000, il entame une carrière solo avec l'album Seul, dont le single du même nom est resté 11 semaines numéro 1 au top singles France. Il entame une tournée de mars 2001 à septembre 2002. Garou chante du 5 au 11 octobre 2001 au Zénith de Paris; puis les 19, 20 et 21 mars et 12 avril 2002 au Palais omnisports de Paris-Bercy devant près de 11 000 spectateurs chaque soir. Ses premiers albums sont produits par René Angélil.
En 2001, il interprète un duo avec la chanteuse québécoise Céline Dion intitulé Sous le vent. Lors des NRJ Music Awards 2002, Garou remporte trois récompenses dans les catégories « Site internet musical », « Groupe/Duo/Troupe francophone » pour le duo de la chanson Sous le vent avec Céline Dion et « Artiste masculin francophone ».
Le DVD live sort durant l'été 2002. Le CD live sort le 6 novembre 2001 avec Le monde est Stone comme extrait.

### Reviens
En novembre 2003, il sort son deuxième album intitulé Reviens, avec notamment le single Reviens (où te caches-tu ?).
Il rejoint le jury de l'élection Miss France 2004, qui s'est déroulée le 13 décembre 2003 à Deauville.
En 2004, il chante en duo avec Michel Sardou La Rivière de notre enfance, qui se trouve sur son album Reviens.
Il enregistre ensuite le duo Tu es comme ça avec la chanteuse Marilou, titre qui se classe dixième du Top.

### Garou
Puis, en juin 2006, il sort son troisième album, intitulé Garou. Le premier single extrait de cet album éponyme, L'injustice est écrit et composé par Pascal Obispo.
L'album contient notamment la chanson Que le temps, écrite par la parolière Sandrine Roy sur une musique du compositeur Sylvain Michel. Sans être un album conceptuel, le thème du temps est présent sur certains titres et dans la conception du livret. L'album contient douze titres afin de représenter les douze heures d'une horloge.[réf. nécessaire]
En 2005, Garou est le premier invité de l'édition québécoise de L'école des fans[réf. souhaitée].

### Piece of my soulet téléfilmL'amour aller retour
Le chanteur a déjà fait plusieurs tournées en passant par le Canada, la Pologne, la Russie, le Liban, la France, la Belgique et la Suisse. Le 6 mai 2008, il lance au Canada son quatrième album en carrière et premier album en anglais, intitulé Piece of My Soul.

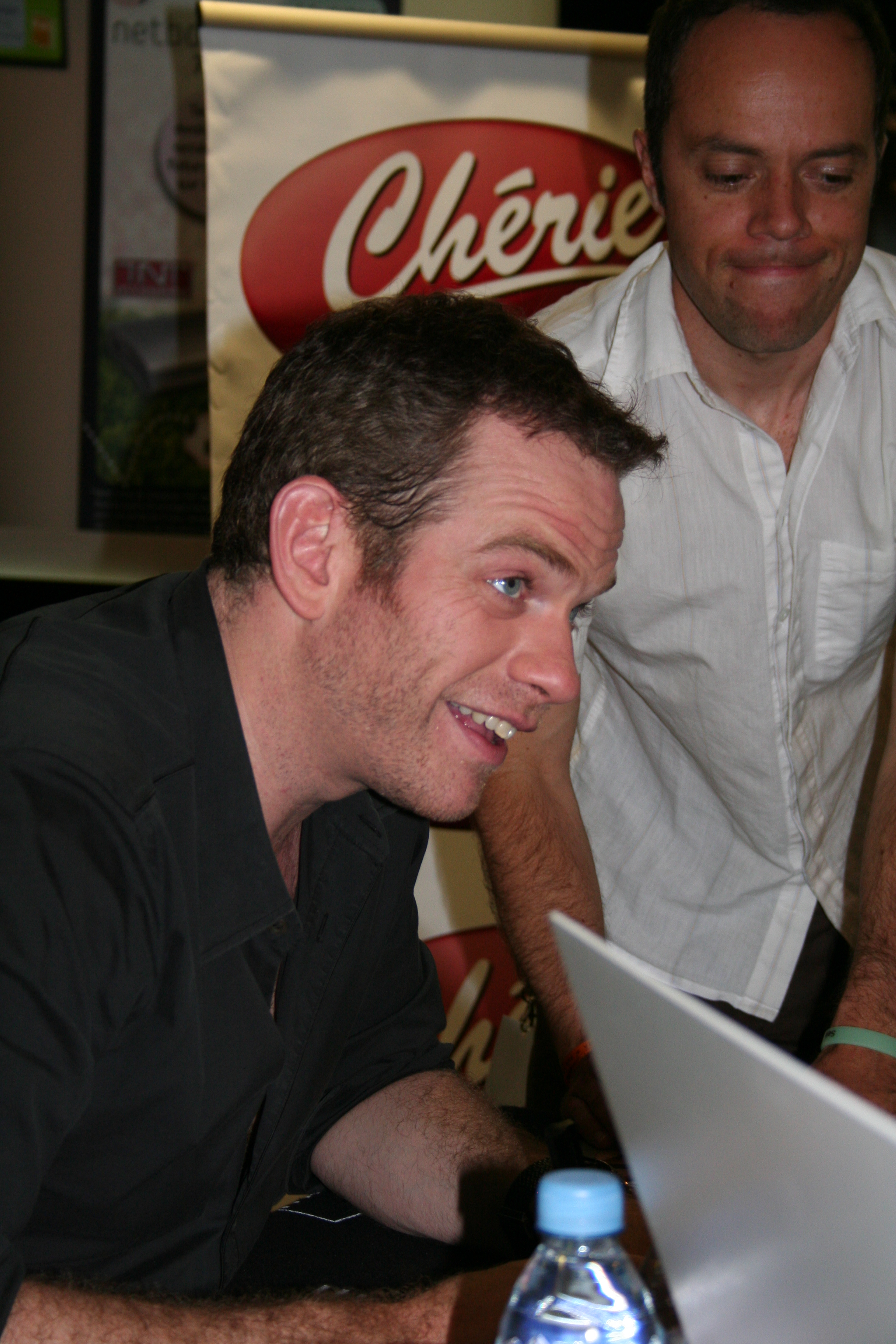
Garou en 2006, lors d'une séance de dédicace à Paris (France).

Cet album est issu de plusieurs mois de sessions acoustiques dans différents pays (Suède, États-Unis, Canada). Il collabore entre autres avec Rob Thomas (leader de Matchbox 20), les réalisateurs suédois Kristian Lundin et Andreas Carlsson (Backstreet boys, westlife, N'sync), Guy Chambers (Robbie Williams). La majorité des 13 titres qu’il contient a été réalisée par Peer Astrom.
Parallèlement, Garou tourne en 2008 le téléfilm L'amour aller retour, réalisé par Éric Civanyan.

### Gentleman cambrioleur
Le 4 décembre 2009, sort un album de reprises, Gentleman Cambrioleur. Il vend 5 millions de disques[réf. nécessaire].
Cet album, réalisé par Philippe Paradis, revisite des chansons du patrimoine anglais (New Year's Day, I Love Paris) et français (Gentleman cambrioleur, Les dessous chics, C'est comme ça). Bien que Gentleman cambrioleur ne se classe que trente-cinquième vente du moment, Garou part en tournée en 2010 à l'Olympia puis dans toute la France pour son Gentleman's Tour.

### Version intégrale
Il sort le 29 novembre 2010 son 6e album studio intitulé Version intégrale dont les extraits sont : J'avais besoin d'être là, Version intégrale, Je resterai le même, Si tu veux que je ne t'aime plus, For you, Salutations distinguées, Je l’aime encore, Bonne espérance, Mise à jour, Un nouveau monde, Passagers que nous sommes, T’es là et La scène. Il en a supervisé la production, joué de plusieurs instruments et participé aussi à l'écriture de ce nouveau disque.
Garou crée sa propre production, Wolfgang Entertainement International, plus connue sous le nom de Wolfgang. Il n'est donc plus produit par René Angélil et produit désormais ses albums. Il ne produit au Canada que sa compagne Lorie.
En 2010, un parfum nommé 'Come2Me', ainsi que divers produits de beauté dérivés (gel douche) à l'image du chanteur Garou, sort dans le commerce. Le parfum est conçu par le parfumeur Garraud, groupe Cosensi Beauty International.

#### Garou sur scène en 2009

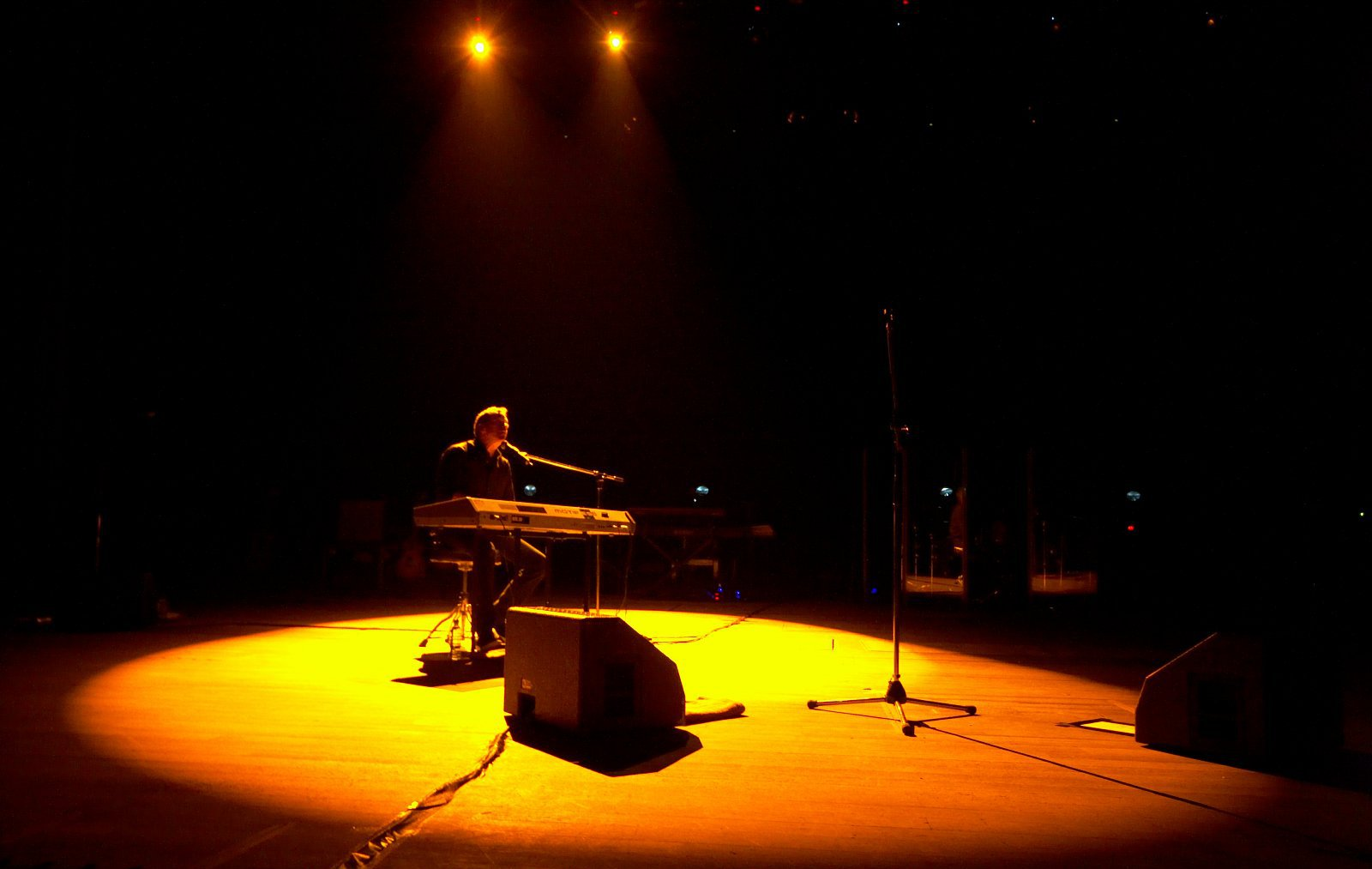
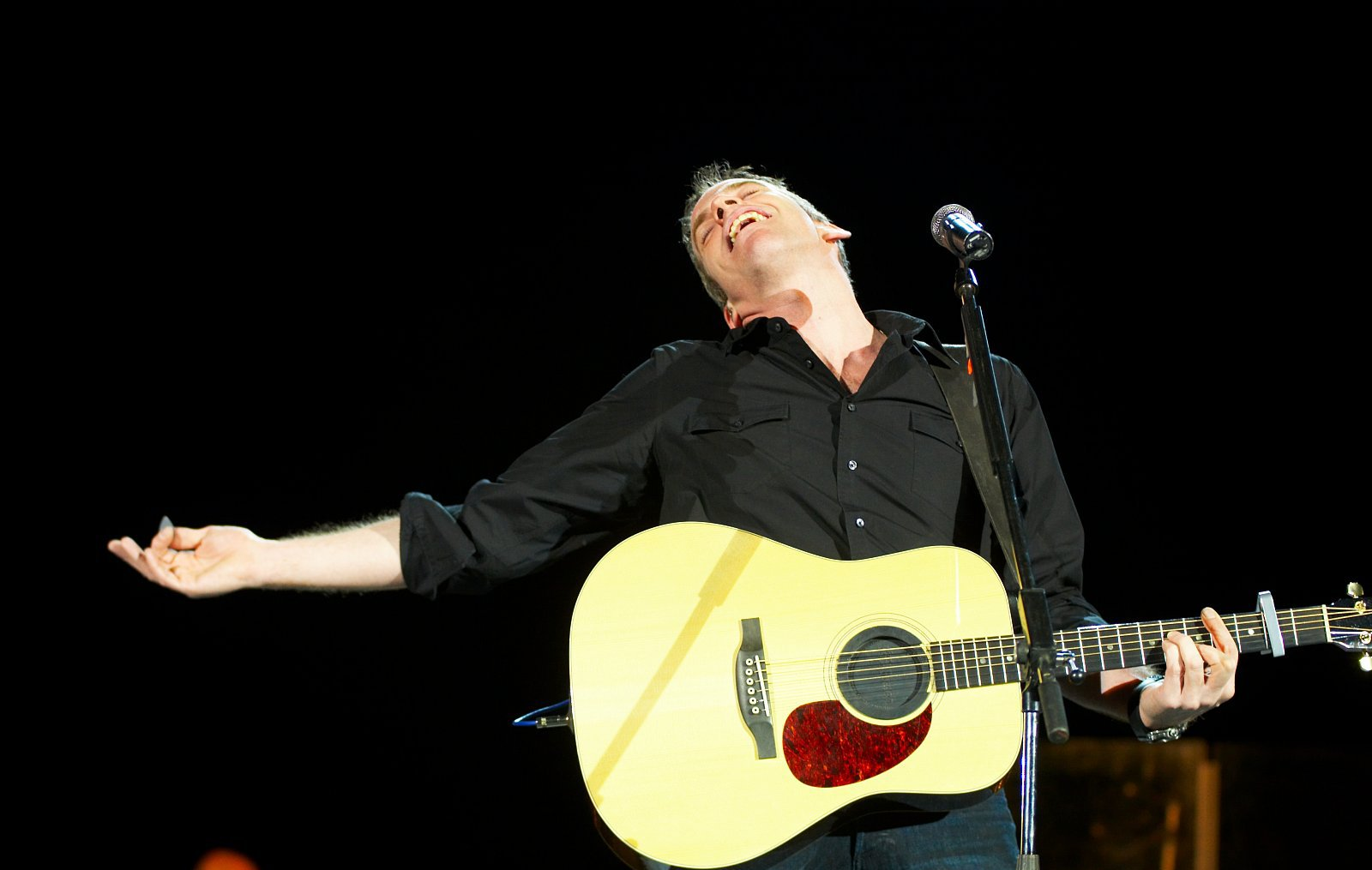
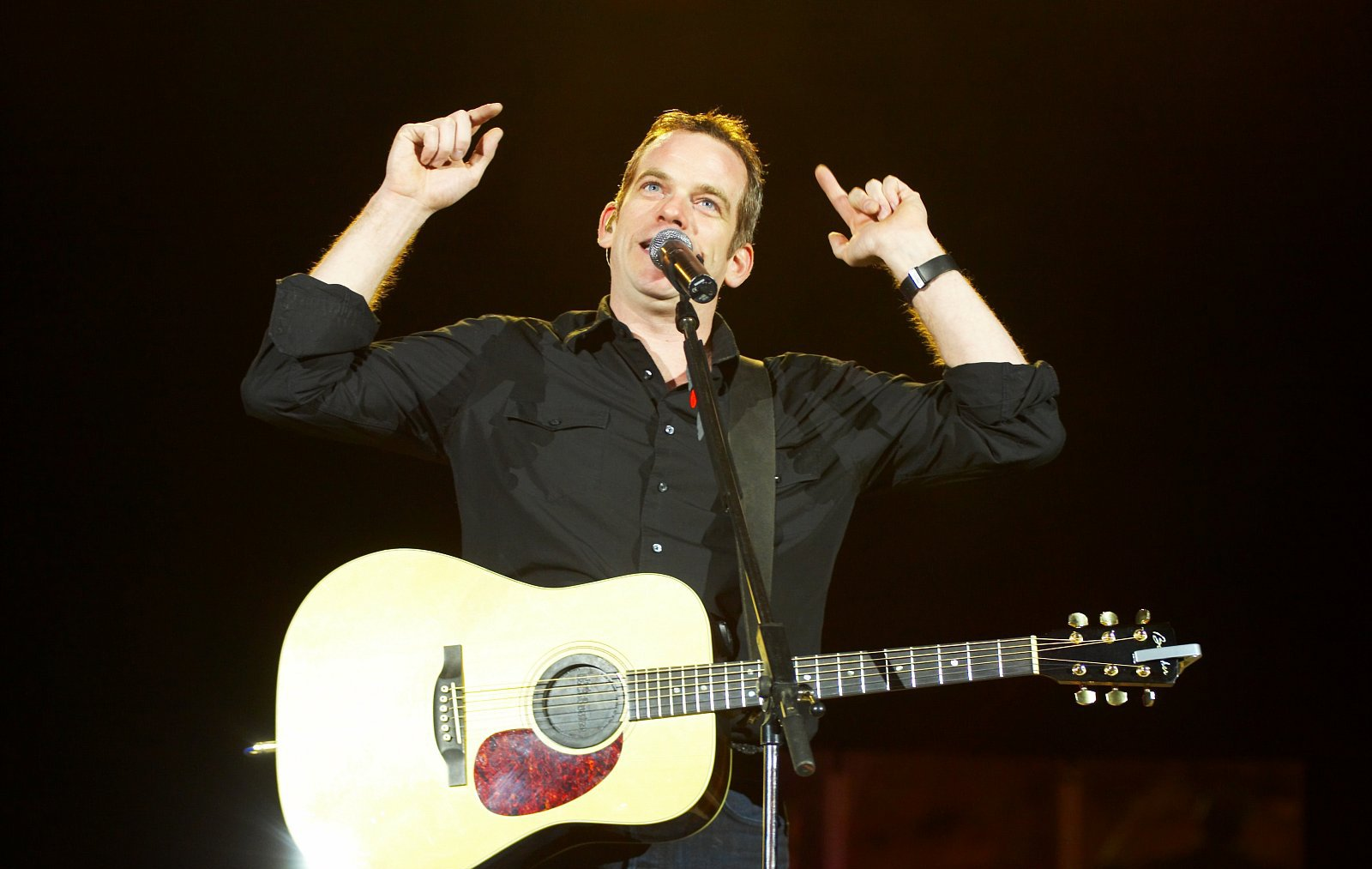

Garou incarne Zark, le personnage principal de Zarkana, le nouveau spectacle du Cirque du Soleil qui prend l’affiche au Radio City Hall à New York en juin 2011.

### L'aprèsVersion intégrale
Fin 2011, Garou est de retour à Paris-Bercy, les 16, 17 et 18 décembre, pour un concert-hommage autour des plus célèbres chansons de Notre-Dame de Paris, sans les décors, ni les costumes, ni le livret de la comédie musicale.
Depuis février 2012, Garou est l'un des quatre “coaches” de l'émission de télé-crochet The Voice, la plus belle voix sur TF1, avec Jenifer, Louis Bertignac et Florent Pagny. Cette expérience lui permet, après avoir quitté la maison de disques Sony, de retrouver un contrat au sein de Universal.
En parallèle, il travaille sur un projet d'album rhythm and blues qui voit le jour en septembre 2012. Le premier extrait s'intitule Le jour se lève, reprise du titre de 1971 d'Esther Galil.

### AlbumRhythm and blues
Le septième album studio de Garou sort le 24 septembre 2012. Il a été enregistré à Londres, avec les musiciens de Plan B. Y figurent des interprétations rythm'n'blues de Quand tu danses de Gilbert Bécaud, d' I Put A Spell on You, de Screamin' Jay Hawkins, de Sur la route de Gérald de Palmas, de Marie-Jeanne de Joe Dassin, et de chansons plus récentes, dont If I Ain't Got You d'Alicia Keys et Lonely Boys des Black Keys. L'album Rhythm and Blues devient disque d'or une semaine après sa sortie. L'album s'est vendu à près de 200 000 exemplaires.
Parallèlement à cet album, le joaillier Mauboussin choisit Garou pour promouvoir sa dernière collection de bijoux masculins.
Lors de ses deux concerts au Casino de Paris, le 18 novembre 2012, Garou reçoit un disque de platine pour cet album Rhythm and blues. Il est pré-nommé aux NRJ Music Awards 2013 dans la catégorie « artiste francophone masculin de l'année », et remporte le titre La Chanson de l'année 2012 sur TF1 pour la chanson Le jour se lève.
Le 3 décembre 2012, il sort la version collector avec deux chansons bonus et trois photographies.
L'album Rhythm and Blues est lancé le 19 février 2013 au Canada.
En février 2013, Garou est de nouveau l'un des quatre coaches de l'émission de télé-crochet The Voice : La Plus Belle Voix, sur TF1. Un troisième simple extrait de l'album sort également, « Quand tu danses ».
Garou participe également début 2013 au nouveau spectacle des enfoirés La Boite à musique des enfoirés.
Dans le dessin animé Epic : La Bataille du royaume secret sorti la même année, Garou double la voix du personnage Nim Galuu.

### Au milieu de ma vie
Le 16 septembre 2013, Garou dévoile Avancer, titre annoncé comme le premier single d'un huitième album, qui est lui-même sorti le 18 novembre de la même année. Le titre annonciateur de cet album a été écrit par David Nathan et composé par Jérémy Chapron.
Pour cet album, Au milieu de ma vie, Garou a de nouveau collaboré avec l'équipe anglaise Plan B, qui avait produit son dernier album. Les textes sont signés Gérald de Palmas, Pascal Obispo, Jean-Jacques Goldman, Francis Cabrel et Luc Plamondon.
Le 7 décembre 2013, il est le président du jury de l'élection Miss France 2014.
En 2014, il extrait le duo du vent des mots qu'il interprète avec Charlotte Cardin, la finaliste de La Voix au Québec, afin de continuer à promouvoir son album. Début février 2014, il est coach pour la troisième édition de The Voice France.
En avril 2014, l'album Au milieu de ma vie est double disque de platine avec plus de 150 000 exemplaires vendus.
En parallèle, il annonce, début juin, être en train de travailler sur un projet musical mêlant un orchestre symphonique, avec le chanteur Louis Delort.
Garou participe à plusieurs festivals durant l'été 2014, comme le festival de « Narbonne barques en scène » ou le festival de Poitiers « Éclats d'été ».

### It's Magic!
Le 1er décembre 2014, Garou prépare la sortie d'un album de chansons de Noël. Il s'agit d'un album de chansons traditionnelles de Noël version bluesy tels que Vive le vent ou encore Blues Christmas, intitulé : It's Magic!. Pour promouvoir l'album, il réalise toute la journée des livraisons de sapin dans les studios télévision et de radio tels que RTL, C'est au programme (France 2), RFM et Touche pas à mon poste ! (D8).
Par ailleurs, Garou est les 5 et 6 décembre 2014 le parrain du Téléthon. Pour l'occasion, il offre au profil du Téléthon la chanson Petit garçon, qu'il interprète en duo avec Ryan. Cette reprise est aussi le premier extrait single de son album de Noël It's Magic. Le second extrait single est le medley de l'album intitulé "Xmas blues medley".
L'album "It's magic" ("Xmas blues" au Québec) atteint courant décembre les 100 000 exemplaires vendus[source insuffisante].
En mars et avril 2015, Garou entame une série de concerts en Nouvelle-Calédonie, Pologne, ou en Ukraine[source secondaire souhaitée].
À partir de fin février 2015 (alors qu'il a cédé officiellement sa place à Zazie), Garou revient sur TF1 dans la 4e saison du programme The Voice en France. Il vient épauler la chanteuse Jenifer dans le coaching des candidats de son équipe.
Le 4 mai 2015, Garou soutient le spectacle Pietro e Lucia, à Forest National à Bruxelles, un ballet rock symphonique, œuvre qui se présente contre la guerre et le terrorisme[source secondaire souhaitée].

### L'aprèsIt's Magic!
À partir du 1er octobre 2015, au Zénith de Paris, se déroule le spectacle Monaco ou les amants du Rocher. Il s'agit du nouveau spectacle du Cirque Eloize, mêlant musique, cirque et danse, dont la narration de l'histoire est entièrement interprétée par Garou.
Puis après deux albums vendus à plus de 600 000 exemplaires, Forever Gentleman devient un spectacle. Garou, en compagnie de Roch Voisine et Corneille sont en tournée au Canada, en France, en Suisse et en Belgique du 25 novembre 2015 au 14 février 2016. Ils y reprennent en duo ou en trio des morceaux de crooner issues des répertoires de Frank Sinatra, Dean Martin, Sacha Distel, Charles Aznavour, Yves Montand ou encore Charles Trenet.
En 2016, Garou est de retour en tant que coach dans la 5e saison de The Voice : La Plus Belle Voix. Il participe également au clip des Enfoirés : Liberté, adapté du poème de Paul Eluard.
Le 10 février 2016, Garou ouvre à Paris un restaurant-cabaret, le Manko. Il s'agit d'un cabaret chic dont le nom fait référence aux Incas, et dans lequel est servie une cuisine sud-américaine[réf. nécessaire].
Le 21 juin 2016, Garou présente le concert de la fête de la musique, en direct de la place du Capitole à Toulouse. Ce concert est diffusé simultanément sur France 2.
En 2017, Garou participe au spectacles des Enfoirés : Mission Enfoirés. Il est également de nouveau choisi par France 2 pour présenter le concert de la fête de la musique du 21 juin, qui pour la seconde année consécutive se tient sur la place du Capitole à Toulouse. Il co-anime avec Thomas Thouroude et Sidonie Bonnec la soirée La Fête de la musique 2017 : Tous à Toulouse diffusée en prime-time et en direct sur France 2. Le 19 octobre, il participe au concert, retransmis sur M6, qui récompense les « 50 chansons préférées des français » en interprétant le tube de Johnny Hallyday : Allumer le feu. Le 21 octobre, il rejoint la scène du Palais des Sports de Paris pour chanter avec Michel Sardou, lors de son dernier show musical, leur duo : La Rivière de notre enfance.
Il est présent sur l'album de reprise en hommage à Johnny Hallyday, sorti le 17 novembre 2017 : On a tous quelque chose de Johnny, dans lequel il reprend le titre : Ma gueule. Il anime le traditionnel concert du nouvel an, le 31 décembre 2017 à Montréal.
Le 4 janvier 2018, France 2 diffuse un prime musical animé par Garou intitulé Gare au Garou, où il y reçoit certains de ses amis chanteurs et humoristes, dont Louane, Patrick Fiori, Julien Clerc, Vianney ou Jérôme Commandeur, autour d'un orchestre. De même, il est aux commandes de Destination Eurovision à partir du 13 janvier 2018, l'émission qui désigne le chanteur qui représentera la France à l'Eurovision 2018 ; il est aux côtés d'un jury constitué d'Amir, Isabelle Boulay et Christophe Willem. De plus, il rempile pour la troisième année consécutive à la présentation de la fête de la musique 2018, le 21 juin 2018 sur France 2, où il est accompagné de Laury Thilleman.

### Soul City
En 2019, à l’occasion des 60 ans de la Motown, Garou reprend dans un album intitulé Soul City les titres emblématiques de ce label mythique. The Temptations, The Supremes, Marvin Gaye, Stevie Wonder… Sorti le 29 novembre 2019, l'album est certifié disque d'or fin décembre.
En décembre 2022, Garou annonce une première tournée au Québec depuis 10 ans en 2023. Garou performe à nouveau les chansons « Belle », « Les cloches » et « Le temps des cathédrales » de la comédie musicale Notre-Dame de Paris dans le cadre de sa cérémonie de réouverture, bien que retirant les paroles faisant référence au Diable ou affirmant que le temps des cathédrales serait révolu.

## Vie privée
Le 17 mai 2001, Garou a un accident sur l'autoroute avec sa Ferrari 348 Spider ; après avoir percuté la glissière de sécurité, il a juste le temps de sortir de l'habitacle avant que le moteur de son véhicule prenne feu. Il déclare s'être endormi.
De sa liaison avec Ulrika, un mannequin suédois, il a une fille prénommée Émelie, née le 7 juillet 2001.
De janvier 2007 à juin 2010, il est le compagnon de la chanteuse Lorie qu'il a rencontrée lors de la tournée des Enfoirés.
À la mi-avril 2013, il présente sa nouvelle compagne, Stéphanie Fournier, top-modèle québécoise. Au début de 2023, il annonce qu’ils ne sont plus en couple.

## Discographie

### Albums studios
- 2000 : Seul
- 2003 : Reviens
- 2006 : Garou
- 2008 : Piece of My Soul
- 2009 : Gentleman cambrioleur
- 2010 : Version intégrale
- 2012 : Rhythm and Blues
- 2013 : Au milieu de ma vie[21]
- 2014 : It's Magic
- 2019 : Soul City
- 2022 : Garou joue Dassin
- 2025 : Un meilleur lendemain

### Compilations et Albums en public
- 2001 : Seul... Avec vous (Enregistré lors de la tournée Garou 2001)
- 2014 : Le meilleur

### Duos
- 2000 : Sous le vent avec Céline Dion sur l'album de Garou Seul
- 2003 : Le sucre et le sel avec Annie et Suzie Villeneuve, sur l'album de Garou Reviens
- 2004 : La Rivière de notre enfance sur l'album de Michel Sardou Du plaisir
- 2004 : Dust in the wind (Garou au chant et Wiliam Joseph au piano) sur l'album de Wiliam Joseph Within
- 2005 : Tu es comme ça sur l'album de Marilou La Fille qui chante
- 2007 : Play (Give Me Love) (album de Lorie), Garou fait seulement les chœurs
- 2009 : Bijoux de famille, avec Jean-Pierre Ferland
- 2009 : Aimer d'amour (reprise de Boule Noire) avec Lorie, sur l'album de Garou Gentleman cambrioleur
- 2010 : Mise à jour, avec Lorène Devienne, sur l'album de Garou Version intégrale
- 2012 : Le ciel est noir, avec Nana Mouskouri dans l'album Nana & Friends
- 2013 : Du vent des mots avec Charlotte Cardin dans l'album de Garou Au milieu de ma vie
- 2013 : Tous Ensemble (All for Love) avec Bryan Adams et Roch Voisine pour la bande originale du film Il était une fois les boys

### Participations
- 1998 : Notre-Dame de Paris (comédie musicale)
- 1998 : Belle (single)
- 1999 : Notre-Dame de Paris Live Intégrale (album live)
- 1999 : Dieu que le monde est injuste (single) (v)
- 2000 : Notre-Dame de Paris (DVD du spectacle musicale)
- 2013 : Forever Gentlemen (album studio)

## Distinctions
- 1 Disque de Diamant[réf. nécessaire]
- 15 Disques de Platine[réf. nécessaire]
- 8 Disques d'Or[réf. nécessaire]
- Il a vendu plus de 8 millions de disques en France et près de 10 millions de disques dans le monde.[réf. nécessaire]

## Vidéographie
- 2002 : Live à Bercy (concert enregistré les 20 et 21 mars 2002 au Palais omnisports de Paris-Bercy)
- 2005 : Routes

## Tournée
| Année                                        | Titre                               | Nombre des concerts | Format de l'enregistrement | Album promu                               |
| -------------------------------------------- | ----------------------------------- | ------------------- | -------------------------- | ----------------------------------------- |
| 2001 - 2002                                  | Tournée 2001 - 2002                 | 126                 | DVD / Album Live           | Seul                                      |
| 2003                                         | Tournée 2003                        | 13                  | Aucun DVD ou album         | Seul / Reviens                            |
| 2004                                         | Tournée 2004                        | 65                  | DVD                        | Reviens                                   |
| 2006 - 2007                                  | Tournée 2006 - 2007                 | 50                  | Aucun DVD ou album         | Garou                                     |
| 2008                                         | Garou en Live Bar                   | 12                  | Aucun DVD ou album         | Aucun album en particulier                |
| 2010                                         | Tournée 2010                        | 40                  | Aucun DVD ou album         | Gentleman cambrioleur / Version intégrale |
| 2012 - 2013                                  | Tournée 2012 - 2013                 | 45                  | Aucun DVD ou album         | Rhythm and Blues                          |
| 2015 - 2016 (avec Roch Voisine et Corneille) | Forever Gentlemen Tour              | 34                  | Aucun DVD ou album         | Gentlemen Forever                         |
| 2020 - 2021                                  | Pop, Rock and Soul - Soul City Tour | 50                  | /                          | Soul City                                 |

## Émissions de télévision
- 2011 - 2014 : The Voice, la plus belle voix (saisons 1 à 3) sur TF1 : juré/coach
- 2013 - 2014 : The Voice Kids (saison 1) sur TF1 : juré/coach
- 2014 : parrain du Téléthon sur France 2 les 5 & 6 décembre
- 2016 : Saison 5 de The Voice, la plus belle voix sur TF1 : juré/coach
- 2016 : parrain du Téléthon sur France 2 les 2 & 3 décembre
- depuis 2016 : La Fête de la musique sur France 2 avec Amanda Scott puis Thomas Thouroude et Sidonie Bonnec puis Laury Thilleman
- 2018 : Gare au Garou sur France 2
- 2018 et 2019 : Destination Eurovision sur France 2 avec Sandy Héribert
- 2018 et 2020 : La Voix sur TVA au Québec : coach
- 2019 : Together, tous avec moi sur M6 puis W9 avec Éric Antoine
- 2024 : Saison 10 de The Voice Kids sur TF1 : co-coach
- 2025 : Saison 8 de Star Académie (version québécoise) sur TVA : directeur

## Filmographie
- 1996 : Les couche-tôt, avec Maxime Desbiens Tremblay, diffusé sur Radio-Canada télévision
- 2008 : L'Amour aller-retour, téléfilm d'Éric Civanyan diffusé sur TF1[22]
- 2013 : Epic : La Bataille du royaume secret : Nim Galuu en version française et québécoise[23]

## Lauréats et nominations

### Gala de l'ADISQ
| Année | Catégorie                                              | Pour                                                                  | Résultat   |
| ----- | ------------------------------------------------------ | --------------------------------------------------------------------- | ---------- |
| 1998  | album de l'année - meilleur vendeur                    | Notre-Dame de Paris (avec la troupe Notre-Dame de Paris)              | nomination |
| 1998  | album de l'année - populaire                           | Notre-Dame de Paris (avec la troupe Notre-Dame de Paris)              | lauréat    |
| 1998  | chanson populaire de l'année                           | Belle (avec Patrick Fiori et Daniel Lavoie)                           | nomination |
| 1999  | album de l'année - meilleur vendeur                    | Notre-Dame de Paris (avec la troupe Notre-Dame de Paris)              | lauréat    |
| 1999  | album de l'année - populaire                           | Notre-Dame de Paris - L'intégral (avec la troupe Notre-Dame de Paris) | lauréat    |
| 1999  | artiste québécois s'étant le plus illustré hors Québec | Notre-Dame de Paris                                                   | lauréat    |
| 1999  | chanson populaire de l'année                           | Dieu que le monde est injuste                                         | nomination |
| 1999  | interprète masculin de l'année                         | Garou                                                                 | nomination |
| 1999  | révélation de l'année                                  | Garou                                                                 | lauréat    |
| 1999  | spectacle de l'année - interprète                      | Notre-Dame de Paris (avec la troupe Notre-Dame de Paris)              | lauréat    |
| 2000  | artiste québécois s'étant le plus illustré hors Québec | Notre-Dame de Paris                                                   | nomination |
| 2000  | spectacle de l'année - interprète                      | Notre-Dame de Paris (avec la troupe Notre-Dame de Paris)              | lauréat    |
| 2001  | album de l'année - meilleur vendeur                    | Seul                                                                  | lauréat    |
| 2001  | album de l'année - pop/rock                            | Seul                                                                  | lauréat    |
| 2001  | artiste québécois s'étant le plus illustré hors Québec | Garou                                                                 | lauréat    |
| 2001  | chanson populaire de l'année                           | Seul                                                                  | nomination |
| 2001  | interprète masculin de l'année                         | Garou                                                                 | lauréat    |
| 2001  | spectacle de l'année - interprète                      | Notre-Dame de Paris (avec la troupe Notre-Dame de Paris)              | nomination |
| 2001  | spectacle de l'année - interprète                      | Tournée 2001 - 2002                                                   | nomination |
| 2001  | vidéoclip de l'année                                   | Gitan                                                                 | nomination |
| 2002  | album de l'année - pop/rock                            | Seul... avec vous                                                     | nomination |
| 2002  | artiste québécois s'étant le plus illustré hors Québec | Garou                                                                 | lauréat    |
| 2002  | chanson populaire de l'année                           | Sous le vent (avec Céline Dion)                                       | nomination |
| 2002  | interprète masculin de l'année                         | Garou                                                                 | nomination |
| 2002  | spectacle de l'année - interprète                      | Tournée 2001 - 2002                                                   | lauréat    |
| 2002  | vidéoclip de l'année                                   | Sous le vent (avec Céline Dion)                                       | nomination |
| 2003  | artiste québécois s'étant le plus illustré hors Québec | Garou                                                                 | nomination |
| 2004  | album de l'année - pop-rock                            | Reviens                                                               | nomination |
| 2004  | artiste québécois s'étant le plus illustré hors Québec | Garou                                                                 | nomination |
| 2004  | chanson populaire de l'année                           | L'aveu                                                                | nomination |
| 2004  | spectacle de l'année - interprète                      | Tournée 2004                                                          | nomination |
| 2007  | album de l'année - populaire                           | Garou                                                                 | nomination |
| 2008  | album de l'année - anglophone                          | Piece of my soul                                                      | nomination |

### NRJ Music Awards
| Année | Catégorie                                                | Pour                  | Résultat   |
| ----- | -------------------------------------------------------- | --------------------- | ---------- |
| 2002  | artiste masculin francophone de l'année                  | Garou                 | lauréat    |
| 2002  | groupe/duo francophone de l'année                        | Céline Dion et Garou  | lauréat    |
| 2002  | site internet musical de l'année                         | www.garouofficiel.com | lauréat    |
| 2014  | groupe / duo / troupe / collectif francophone de l'année | Forever Gentlemen     | nomination |

### Prix Juno[33]
| Année | Catégorie                       | Pour                                                                  | Résultat   |
| ----- | ------------------------------- | --------------------------------------------------------------------- | ---------- |
| 2000  | album francophone le plus vendu | Notre-Dame de Paris - L'intégral (avec la troupe Notre-Dame de Paris) | nomination |
| 2001  | album francophone le plus vendu | Seul                                                                  | nomination |
| 2002  | meilleur artiste                | Garou                                                                 | nomination |
| 2004  | album francophone de l'année    | Reviens                                                               | nomination |

### Victoires de la musique
| Année | Catégorie                                        | Pour                                                     | Résultat   |
| ----- | ------------------------------------------------ | -------------------------------------------------------- | ---------- |
| 1999  | chanson de l'année                               | Belle (avec Patrick Fiori et Daniel Lavoie)              | lauréat    |
| 1999  | album rock/pop de l'année                        | Notre-Dame de Paris (avec la troupe Notre-Dame de Paris) | nomination |
| 1999  | spectacle musical / tournée / concert de l'année | Notre-Dame de Paris (avec la troupe Notre-Dame de Paris) | lauréat    |
| 2001  | album découverte de l'année                      | Seul                                                     | nomination |
| 2002  | artiste interprète masculin de l'année           | Garou                                                    | nomination |
| 2002  | chanson originale de l'année                     | Sous le vent (avec Céline Dion)                          | lauréat    |

### World Music Awards
| Année | Catégorie                                  | Pour                | Résultat |
| ----- | ------------------------------------------ | ------------------- | -------- |
| 1999  | meilleur artiste-vendeur français au monde | Notre-Dame de Paris | lauréat  |
| 2000  | meilleur artiste-vendeur français au monde | Notre-Dame de Paris | lauréat  |
| 2002  | meilleur artiste-vendeur canadien au monde | Garou               | lauréat  |

### Autres prix
- 2002 : Prix SOCAN pour les chansons Gitan et Seul par la Société canadienne des auteurs, compositeurs et éditeurs de musique
- 2002 : Chevalier de l'Ordre des Arts et des Lettres par la France
- 2002 : Prix du printemps de la SOCAN par la Société canadienne des auteurs, compositeurs et éditeurs de musique
- 2003 : Artiste masculin de l'année - international aux Wictory Awards en Pologne
- 2003 : Artiste masculin de l'année - international aux Dragon Awards en Pologne